# 20687 Салеторе
20687 Салеторе (20687 Saletore) — астероїд головного поясу, відкритий 4 листопада 1999 року.
Тіссеранів параметр щодо Юпітера — 3,325.